# USS Finback (SS-230)
USS Finback (SS-230) là một tàu ngầm lớp Gato từng phục vụ cùng Hải quân Hoa Kỳ trong Chiến tranh Thế giới thứ hai. Nó là chiếc tàu chiến đầu tiên của Hải quân Hoa Kỳ được đặt cái tên này, theo tên loài cá voi vây. Nó đã phục vụ trong suốt Thế chiến II, thực hiện tổng cộng mười hai chuyến tuần tra, đánh chìm 13 tàu Nhật Bản với tổng tải trọng 59.383 tấn. Sau khi xung đột chấm dứt, nó tiếp tục phục vụ trong giai đoạn cho đến năm 1950, và cuối cùng bị bán để tháo dỡ vào năm 1959. Finback được tặng thưởng mười ba Ngôi sao Chiến trận do thành tích phục vụ trong Thế Chiến II.

## Thiết kế và chế tạo
Lớp tàu ngầm Gato được thiết kế cho mục đích một tàu ngầm hạm đội nhằm có tốc độ trên mặt nước cao, tầm hoạt động xa và vũ khí mạnh để tháp tùng hạm đội chiến trận. Con tàu dài 311 ft 9 in (95,02 m) và có trọng lượng choán nước 1.525 tấn Anh (1.549 t) khi nổi và 2.424 tấn Anh (2.463 t) khi lặn. Chúng trang bị động cơ diesel dẫn động máy phát điện để cung cấp điện năng cho bốn động cơ điện, đạt được công suất 5.400 shp (4.000 kW) khi nổi và 2.740 shp (2.040 kW) khi lặn, cho phép đạt tốc độ tối đa 21 hải lý trên giờ (39 km/h) và 9 hải lý trên giờ (17 km/h) tương ứng. Tầm xa hoạt động là 11.000 hải lý (20.000 km) khi đi trên mặt nước ở tốc độ 10 hải lý trên giờ (19 km/h) và có thể hoạt động kéo dài đến 75 ngày và lặn được sâu tối đa 300 ft (90 m).
Lớp tàu ngầm Gato được trang bị mười ống phóng ngư lôi 21 in (530 mm), gồm sáu ống trước mũi và bốn ống phía phía đuôi tàu, chúng mang theo tối đa 24 quả ngư lôi. Vũ khí trên boong tàu gồm một hải pháo 3 inch/50 caliber, và thường được tăng cường một khẩu pháo phòng không Bofors 40 mm nòng đơn và một khẩu đội Oerlikon 20 mm nòng đôi, kèm theo súng máy .50 caliber và .30 caliber. Tiện nghi cho thủy thủ đoàn bao gồm điều hòa không khí, thực phẩm trữ lạnh, máy lọc nước, máy giặt và giường ngủ cho hầu hết mọi người, giúp họ chịu đựng cái nóng nhiệt đới tại Thái Bình Dương cùng những chuyến tuần tra kéo dài đến hai tháng rưỡi.
Finback được đặt lườn tại Xưởng hải quân Portsmouth ở Kittery, Maine vào ngày 5 tháng 2, 1941. Nó được hạ thủy vào ngày 25 tháng 8, 1941, được đỡ đầu bởi bà Genevieve G. Watson, phu nhân của Chuẩn đô đốc Adolphus E Watson, và được cho nhập biên chế cùng Hải quân Hoa Kỳ vào ngày 31 tháng 1, 1942 dưới quyền chỉ huy của Hạm trưởng, Thiếu tá Hải quân Jesse L. Hull.

## Lịch sử hoạt động

### 1942
Sau khi hoàn tất việc chạy thử máy huấn luyện ngoài khơi New London, Connecticut và sửa chữa sau chạy thử máy, Finback chuẩn bị để được điều động sang khu vực Mặt trận Thái Bình Dương. Nó rời Căn cứ Tàu ngầm Hải quân New London để đi sang Trân Châu Cảng, đến nơi vào ngày 29 tháng 5, 1942. Do nhận được tin tức tình báo về một cuộc đụng độ sắp diễn ra tại khu vực đảo Midway, chiếc tàu ngầm được lệnh lên đường chỉ hai ngày sau đó, và đã tuần tra chung quanh hòn đảo đang lúc diễn ra Trận Midway; nó quay trở về Trân Châu Cảng vào ngày 9 tháng 6, chuẩn bị cho chuyến tuần tra đầu tiên.

#### Chuyến tuần tra thứ nhất
Rời Trân Châu Cảng vào ngày 25 tháng 6, Finback hướng sang khu vực quần đảo Aleut trong chuyến tuần tra đầu tiên, và đã tấn công hai tàu khu trục đối phương vào ngày 5 tháng 7; đối phương phản công quyết liệt với những lượt tấn công bằng mìn sâu. Sau đó nó hoạt động trinh sát hình ảnh tại vịnh Vega, Kiska vào ngày 11 tháng 7 và khảo sát vịnh Tanaga vào ngày 11 tháng 8. Chiếc tàu ngầm kết thúc đợt tuần tra tại Dutch Harbor vào ngày 12 tháng 8, và quay trở về Trân Châu Cảng để tái trang bị vào ngày 23 tháng 8.

#### Chuyến tuần tra thứ hai
Rời Trân Châu Cảng, Finback thực hiện chuyến tuần tra thứ hai tại vùng biển Đài Loan từ ngày 23 tháng 9 đến ngày 20 tháng 11. Nó phát hiện bốn tàu buôn được một tàu hộ tống bảo vệ vào ngày 14 tháng 10, và đã phóng bốn ngư lôi nhắm vào hai mục tiêu lớn nhất, đánh chìm được chiếc Teison Maru (7.007 tấn), nguyên là tàu buôn Pháp Ville De Verdun. Nó phải lặn sâu để né tránh đợt phản công bằng mìn sâu của chiếc tàu hộ tống và của thêm hai tàu khu trục khác. Hướng sang bờ biển Trung Quốc, nó gây hư hại cho một tàu chở hàng lớn vào ngày 18 tháng 10, rồi hai ngày sau đó lại bắt gặp một đoàn ba tàu buôn đang đi từ Sài Gòn, Đông Dương thuộc Pháp sang Yokohama, Nhật Bản. Ngư lôi của Finback đã đánh chìm hai chiếc: tàu chở hành khách Africa Maru (9.476 tấn), đang vận chuyển hàng hóa gạo, bắp, cùng những người sống sót của chiếc Teibo Maru (4.472 tấn) (vốn đã bị tàu ngầm Sargo (SS-188) đánh chìm trước đó vào ngày 25 tháng 9); và tàu chở hàng Yamafuji Maru (5.359 tấn). Trước khi quay trở về Trân Châu Cảng, chiếc tàu ngầm còn trồi lên mặt nước vào ngày 3 tháng 11 để tiêu diệt một thuyền buồm đi biển đối phương.

### 1943

#### Chuyến tuần tra thứ ba
Trong chuyến tuần tra thứ ba từ ngày 16 tháng 12, 1942 đến ngày 6 tháng 2, 1943, Finback chủ yếu làm làm nhiệm vụ hộ tống bảo vệ cho một lực lượng đặc nhiệm tàu sân bay, nên không được phép bộc lộ để tấn công tàu bè đối phương. Sau đó nó đấu pháo tay đôi và đánh chìm chiếc tàu phòng thủ duyên hải Yachiyo Maru (271 tấn) vào ngày 17 tháng 1, rồi quay trở về Midway để tái trang bị.

#### Chuyến tuần tra thứ tư
Trong chuyến tuần tra thứ tư từ ngày 27 tháng 2 đến ngày 13 tháng 4, Finback hoạt động dọc theo tuyến đường hàng hải giữa Rabaul và chính quốc Nhật Bản. Vào ngày 21 tháng 3, một trong hai quả ngư lôi phóng trúng đích đã không kích nổ, nên nó chỉ có thể gây hư hại cho chiếc tàu chở quân Sanuki Maru (7.158 tấn). Từ ngày 24 đến ngày 26 tháng 3, nó truy đuổi theo một đoàn tàu và phóng sáu quả ngư lôi vào hai tàu buôn; tuy nhiên do phải lặn xuống để né tránh phản công của đối phương, nó phải bỏ dỡ cuộc truy đuổi. Khi tiếp cận bờ biển phía Nam đảo Wake lúc đang trên đường quay về căn cứ vào ngày 5 tháng 4, nó phát hiện chiếc tàu chở quân Suwa Maru (10.672 tấn), đã trúng ngư lôi trước đó bởi hai tàu ngầm chị em của Finback, và đang mắc cạn trên bờ biển với phần đuôi ngập nước. Finback đã né tránh một tàu tuần tra và một máy bay để phóng ngư lôi kết liễu Suwa Maru. Chiếc tàu ngầm được tái trang bị tại Trân Châu Cảng từ ngày 13 tháng 4 đến ngày 12 tháng 5.

#### Chuyến tuần tra thứ năm
Rời Trân Châu Cảng cho chuyến tuần tra thứ năm, Finback hoạt động ngoài khơi Đài Loan và dọc theo theo tuyến đường hàng hải giữa chính quốc Nhật Bản đến quần đảo Marshall. Nó đã đánh chìm tàu chở hàng Lục quân Kochi Maru (2.910 tấn) vào ngày 27 tháng 5, rồi tàu rải mìn phụ trợ Kahoku Maru (3.277 tấn) vào ngày 8 tháng 6, và thêm một tàu buôn không rõ tên bị đánh chìm bốn ngày sau đó. Chiếc tàu ngầm được tiếp liệu tại Fremantle, Australia từ ngày 26 tháng 6 đến ngày 18 tháng 7.

#### Chuyến tuần tra thứ sáu
Finback tiến hành chuyến tuần tra thứ sáu dọc theo bờ biển Java, Đông Ấn thuộc Hà Lan, đánh chìm tàu vận tải Lục quân Ryuzan Maru (4.719 tấn) vào ngày 30 tháng 7, và một tàu vận tải khác vào ngày 3 tháng 8. Đến ngày 11 tháng 8, nó gây hư hại cho chiếc tàu rải mìn phụ trợ Tatsumiya Maru (6.343 tấn). Chiếc tàu ngầm đụng độ với hai tàu rải mìn nhỏ, một tàu kéo và một tàu hơi nước vào ngày 19 tháng 8, và đã dùng hải pháo đánh chìm chiếc Cha 109 (75 tấn), nguyên là tàu tuần tra Hà Lan Kawi, và gây hư hại cho một tàu săn ngầm phụ trợ; tuy nhiên chiếc tàu ngầm phải bỏ dỡ cuộc săn đuổi do thiếu hụt đạn dược. Nó trải qua một đợt đại tu tại Trân Châu Cảng từ ngày 12 tháng 9 đến ngày 15 tháng 12.

### 1944

#### Chuyến tuần tra thứ bảy
Rời Trân Châu Cảng, để thực hiện chuyến tuần tra thứ bảy tại khu vực biển Đông, Finback bị ảnh hưởng bởi thời tiết bất lợi, thiếu vắng mục tiêu phù hợp và thường xuyên bị máy bay tuần tra đối phương quấy nhiễu. Nó đánh chìm được chiếc Isshin Maru (10.044 tấn) qua một trận chiến trên mặt biển vào ngày 1 tháng 1, 1944, sau khi chiếc tàu chở dầu gặp trục trặc bánh lái nên không theo kịp đoàn tàu được hộ tống. Nó tiếp tục đánh chìm một tàu đánh cá bằng hải pháo vào ngày 30 tháng 1, và gây hư hại cho một chiếc khác vào ngày hôm sau. Chiếc tàu ngầm được tái trang bị tại Trân Châu Cảng từ ngày 11 tháng 2 đến ngày 6 tháng 3.

#### Chuyến tuần tra thứ tám
Trong chuyến tuần tra thứ tám tại vùng biển ngoài khơi Truk thuộc quần đảo Caroline, Finback chủ yếu làm nhiệm vụ tìm kiếm và giải cứu hỗ trợ cho chiến dịch không kích của các tàu sân bay tại khu vực này. Vào ngày 12 tháng 4, nó bắt gặp một đoàn sáu tàu buôn được ba tàu hộ tống bảo vệ, và đã tấn công bốn chiếc trong số tàu buôn trước khi phải lặn xuống né tránh cuộc phản công của các tàu hộ tống. Trong chuyến trinh sát hình ảnh Oroluk vào ngày 16 tháng 4, nó bắn hải pháo vào một tàu hơi nước và một trạm canh phòng trên bờ, rồi ba ngày sau đó lại dùng hải pháo đánh chìm một thuyền buồm. Nó quay trở về Trân Châu Cảng để được tái trang bị từ ngày 1 đến ngày 30 tháng 5.

#### Chuyến tuần tra thứ chín
Trong chuyến tuần tra thứ chín tại vùng biển ngoài khơi Palau và phía Tây quần đảo Mariana, Finback tiếp tục làm nhiệm vụ tìm kiếm và giải cứu phối hợp với các cuộc đổ bộ tại Mariana. Nó quay trở về Majuro vào ngày 21 tháng 7 để tái trang bị.

#### Chuyến tuần tra thứ mười và mười một

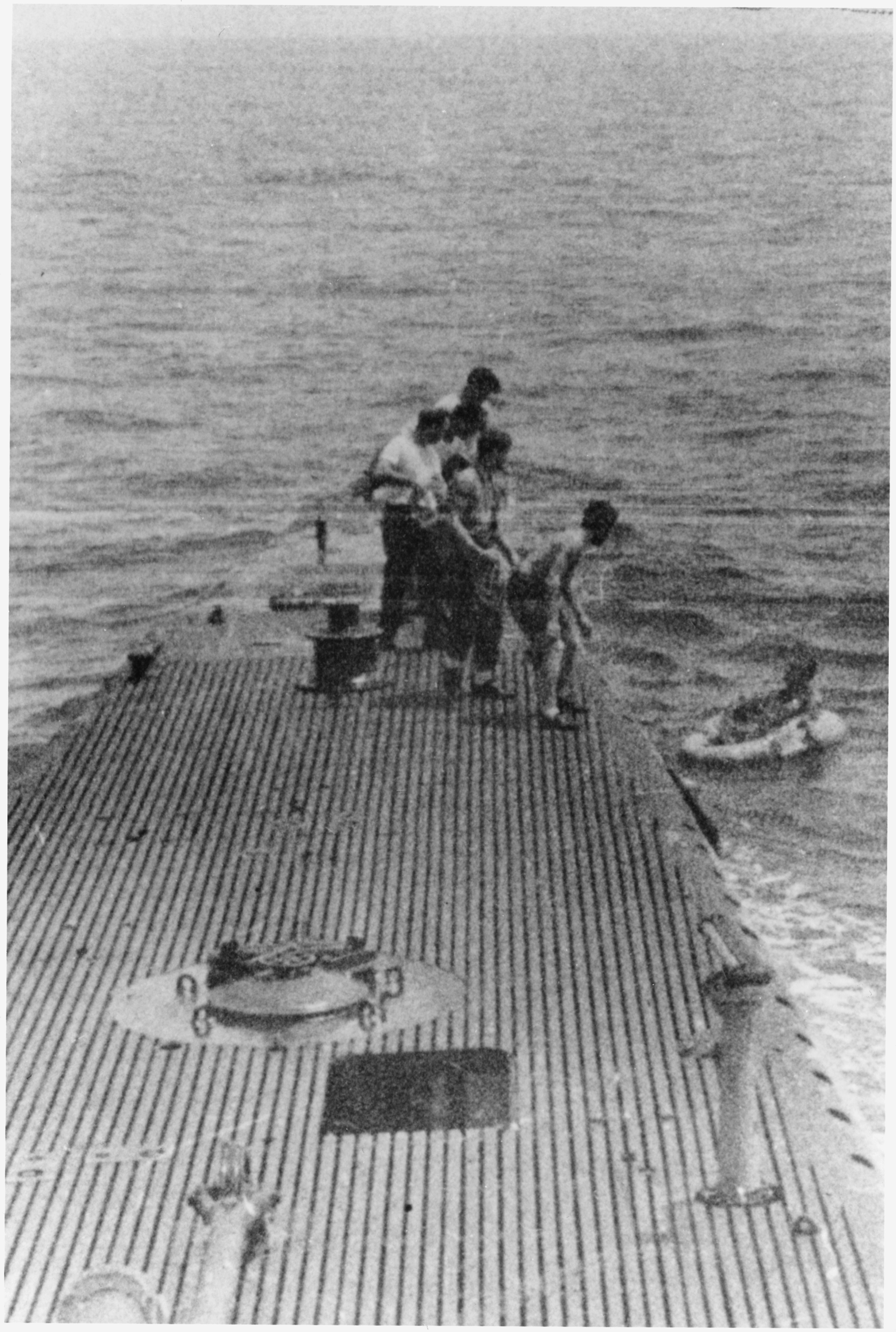
USS Finback đang giải cứu George H.W. Bush, ngày 2 tháng 9 năm 1944

Rời Majuro vào ngày 16 tháng 8 cho chuyến tuần tra thứ mười, Finback phục vụ tuần tra tìm kiếm và giải cứu tại khu vực quần đảo Bonin. Dưới sự dẫn đường của máy bay trinh sát, chiếc tàu ngầm đã cứu vớt tổng cộng năm phi công Hải quân bị bắn rơi trên biển, trong đó một người ở sát bờ biển đảo Chichi Jima. Một trong các phi công được giải cứu là Trung úy George H. W. Bush, sau này trở thành Tổng thống thứ 41 của Hoa Kỳ; ông lái một chiếc TBF Avenger xuất phát từ tàu sân bay hạng nhẹ San Jacinto (CVL-30) và bị bắn rơi ngoài khơi Chichi-jima. Trong một tình huống khác, phi công Beckman được cứu sau khi bám vào kính tiềm vọng trong khi chiếc tàu ngầm chìm một phần dưới nước rút lui ra đến khoảng cách 5 mi (8,0 km) khỏi tầm đạn pháo của đối phương từ đảo Haha Jima. Trong các ngày 10 và 11 tháng 9, Finback theo dõi một đoàn tàu vận tải, vượt qua sự canh phòng của tàu hộ tống để đánh chìm Hassho Maru (536 tấn) và Hakuun Maru No.2 (866 tấn). Chiếc tàu ngầm quay trở về Trân Châu Cảng để tái trang bị.
Trong chuyến tuần tra thứ mười một, Finback tiếp tục làm nhiệm vụ tìm kiếm và giải cứu tại khu vực quần đảo Bonin. Nó đã đánh chìm chiếc tàu chở quân Jusan Maru (2.111 tấn) vào ngày 16 tháng 12, trước khi quay trở về Midway vào ngày 24 tháng 12.

### 1945

#### Chuyến tuần tra thứ mười hai
Chuyến tuần tra thứ mười hai của Finback tại khu vực biển Đông từ ngày 20 tháng 1 đến ngày 25 tháng 3, 1945 không mang lại kết quả nào do vắng bóng mục tiêu thích hợp. Nó quay trở về Trân Châu Cảng để được đại tu và vẫn đang ở lại đây khi Nhật Bản chấp nhận đầu hàng vào ngày 15 tháng 8, giúp chấm dứt vĩnh viễn cuộc xung đột. Chiếc tàu ngầm lên đường vào ngày 29 tháng 8 để chuyển sang vùng bờ Đông, trở về căn cứ New London.

### 1946 - 1950
Trong năm năm tiếp theo, Finback đặt cảng nhà tại New London, Connecticut và tham gia hoạt động huấn luyện. Vào các năm 1947 và 1948, nó tham gia các cuộc tập trận của Đệ Nhị hạm đội tại vùng biển Caribe. Nó được cho xuất biên chế tại New London vào ngày 21 tháng 4, 1950, và được đưa về Hạm đội Dự bị Đại Tây Dương. Tên nó được cho rút khỏi danh sách Đăng bạ Hải quân vào ngày 1 tháng 9, 1958, và con tàu bị bán để tháo dỡ vào ngày 15 tháng 7, 1959.

## Phần thưởng
Finback được tặng thưởng mười ba Ngôi sao Chiến trận do thành tích phục vụ trong Thế Chiến II. Nó được ghi công đã đánh chìm 15 tàu Nhật Bản với tổng tải trọng 59.383 tấn.
|  |                                                                     |  |
|  | Silver star · Silver star · Bronze star · Bronze star · Bronze star |  |

| Dãi băng Hoạt động Tác chiến  |                                                                          |                                      |
| Huân chương Chiến dịch Hoa Kỳ | Huân chương Chiến dịch Châu Á-Thái Bình Dương với 13 Ngôi sao Chiến trận | Huân chương Chiến thắng Thế Chiến II |